# BRDC International Trophy 1969
BRDC International Trophy 1969 je bila druga neprvenstvena dirka Formule 1 v sezoni 1969. Odvijala se je 30. marca 1969 na dirkališču Silverstone Circuit.

## Dirka
| Poz | Dirkač          | Konstruktor     | Krogi | Čas/Odstop |
| --- | --------------- | --------------- | ----- | ---------- |
| 1   | Jack Brabham    | Brabham-Ford    | 52    | 1:25:20.8  |
| 2   | Jochen Rindt    | Lotus-Ford      | 52    | +2.2 s     |
| 3   | Jackie Stewart  | Matra-Ford      | 52    |            |
| 4   | Jacky Ickx      | Brabham-Ford    | 52    |            |
| 5   | Piers Courage   | Brabham-Ford    | 51    | + 1 krog   |
| 6   | Bruce McLaren   | McLaren-Ford    | 51    | + 1 krog   |
| 7   | Graham Hill     | Lotus-Ford      | 50    | + 2 kroga  |
| 8   | Pedro Rodríguez | BRM             | 50    | + 2 kroga  |
| 9   | Derek Bell      | Ferrari         | 49    | + 3 krogi  |
| 10  | Chris Amon      | Ferrari         | 47    | + 5 krogov |
| 11  | Jo Siffert      | Lotus-Ford      | 47    | + 5 krogov |
| 12  | Vic Elford      | Cooper-Maserati | 47    | + 5 krogov |
| Ods | Denny Hulme     | McLaren-Ford    | 17    | Motor      |
| Ods | Pete Lovely     | Lotus-Ford      | 2     | Trčenje    |